# 塞鲁伊

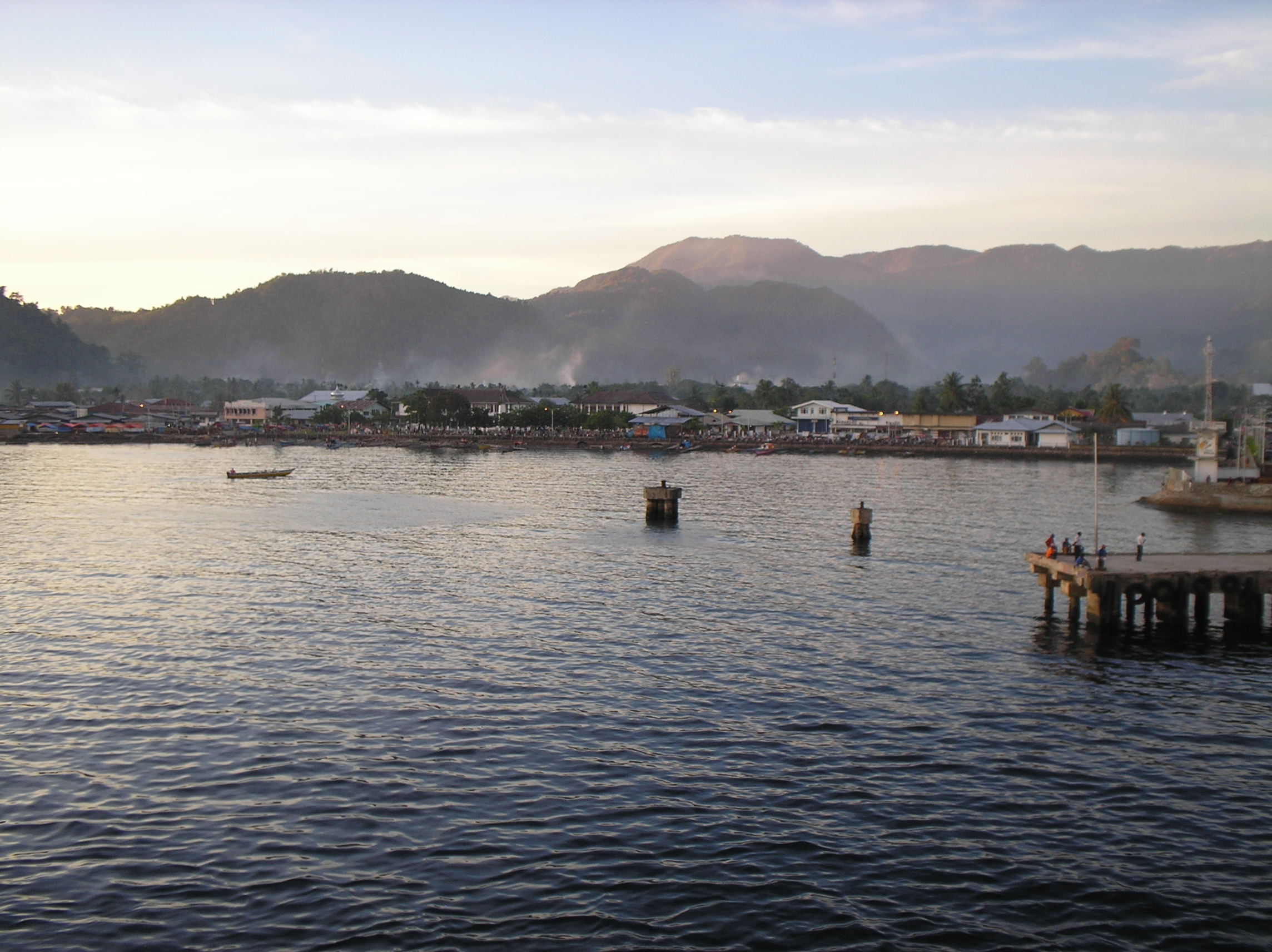

塞鲁伊（Serui）是印度尼西亚巴布亚省的一个城镇，是亚彭群岛县的行政中心，也是其前身亚彭瓦洛彭县（印尼语：Kabupaten Yapen Waropen）的首府。城市坐落于亚彭岛南部，濒临极乐鸟湾。2010年统计，塞鲁伊所在的科西沃区（印尼语：Distrik Kosiwo）共3,781人。塞鲁伊在当地被称作花城（印尼语：kota kembang），因为这里有巴布亚非常漂亮的女性。城市有一座小机场，许多景点是未受污染的海滩。跨巴布亚公路经过塞鲁伊。

## 资料来源
1. ↑  Biro Pusat Statistik, Jakarta, 2011.